# Caló català
El caló català (kǝlò kǝtǝlá, rrumǝnó kǝtǝlá) és una varietat del caló ibèric parlada pels gitanos catalans. Es tracta d'una llengua mixta de tipus pararromaní amb lèxic romaní, estructura gramatical del català i trets fonètics d'ambdues llengües. L'àmbit abasta la franja litoral amb pols destacats a Barcelona i Perpinyà. No està documentat en altres zones del domini lingüístic. Al segle XXI el seu ús és poc comú amb un major coneixement entre gent gran, deixant a banda un català argotitzat.
Al contrari de les llengües pidgin o dels processos de substitució lingüística, el caló català presenta un procés invers on el lèxic és l'element més resistent. En canvi, la fonètica, la sintaxi i la morfologia flexiva han passat del romaní pur a ser pràcticament catalanes.
L'origen filogenètic del caló català és discutit. Per una banda, es veu com a descendent directe del romaní ibèric. Darrers estudis fonètics apunten a un desenvolupament autòcton amb un contacte posterior (segle xviii) amb el caló espanyol o amb el castellà.

## Documentació
El caló català és una llengua de tradició oral i considerada sovint com un criptolecte, una llengua secreta o de defensa de la intimitat. En conseqüència, pràcticament no hi ha literatura autòctona i són escasses les fonts dedicades al seu estudi.
Els primers treballs de camp van ser publicats el 1835 pel rossellonès Joseph Jaubert de Réart en una sèrie d'articles sobre el caló de Perpinyà. Aquests articles i altres documentacions disperses i pràcticament inèdites van ser recopilats per l'anglès Frederick Ackerley el 1915, establint un corpus del caló català del segle xix.
L'escriptor Juli Vallmitjana i Colomines es va interessar pels barris marginals de Barcelona, va acabar convivint amb els gitanos d'Hostafrancs i va aprendre la seva llengua. L'any 1908 va publicar la novel·la Sota Montjuïc on introdueix frases senceres en caló català. En un annex hi afegeix un vocabulari per a la comprensió dels textos. Després va escriure diverses obres teatrals on introdueix lèxic caló en els diàlegs per fer-los més autèntics i de forma que l'audiència no en perdi la comprensió: Els zin-calós (1911), Entre gitanos (1911), La gitana verge (1912), El barander (1923).
Fins al segle XXI hi ha un buit en el seu estudi que reprenen Jean-Paul Escudero a Perpinyà i Ignasi-Xavier Adiego a Barcelona. Conjuntament, van publicar l'any 2001 el Vocabulari del Kalò Català a partir de treballs de camp a Barcelona, Mataró i Perpinyà.
En conjunt, la documentació permet tenir una perspectiva de l'evolució del caló català del segle xix, inici del XX i inici del XXI. Del seu anàlisi es dedueix una evolució gradual amb la substitució de declinacions per preposicions abans de les primeres atestacions, la substitució de la conjugació verbal entre 1850 i 1900, i la pèrdua de la flexió en plural després del 1900. Tot plegat indica que ha estat més conservador que el caló espanyol.
No hi ha cap estàndard establert pel caló català. Als segles xix i xx es transcrivia amb ortografia catalana o francesa. Al segle XXI i en l"àmbit acadèmic s'usa la convenció anomenada panvlax. Per exemple, la primera estrofa de la cançó «Xaví» de Peret (1973) és literalment "xaví, manguis at camelo", transcrit "čǝbí, mángis ǝt kǝmélu" («nena, jo t'estimo»).

## Sociologia
El 26 de novembre es commemora el Dia de l'Arribada del Poble Gitano a Catalunya per la data del salconduit atorgat a Tomàs de Sabba el 26-11-1415 a Perpinyà. L'any 1488 es té constància d'una gran concentració de gitanos a Barcelona. Coincidint amb l'expulsió de jueus i les conversions forçades de musulmans, els gitanos també van ser perseguits i expulsats. Un dels objectius de les pragmàtiques reials era fer desaparèixer la llengua romaní. A mitjans del segle XVIII comença una política d'assimilació i d'assentament estable.
Durant el segle XIX i primera meitat del XX, es produeix una migració des de l'Empordà al Rosselló. El barri de Sant Jaume de Perpinyà es va convertir en un centre important de gitanos catalans a França on actualment predomina el català sobre el caló. Després es va estendre pel Llenguadoc entrant en contacte amb els gitanos manouches (manuś) i seguint cap al nord fins a París. Paral·lelament, es va produir una nova migració de gitanos de l'Europa de l'Est cap a Catalunya, en aquest cas parlants d'un romaní comú.
Des de finals del segle XX hi ha de nou una migració provinent de gitanos del sud d'Espanya i Portugal, parlants del caló andalús o espanyol. Es produeix una situació de multilingüisme, però els gitanos catalans mantenen la seva identitat amb el caló català i el català, i com a llengües dels "paios" el castellà a Espanya i el francès a França. Tot i que les diferents comunitats gitanes es consideren "cosins", es mantenen en assentaments separats i la interrelació és en castellà o en francès. Hi ha un debat sobre si caldria estandarditzar un caló ibèric, un romanó-caló com llengua de recuperació, o bé promocionar el romaní comú com a llengua de comunicació internacional.
Una de les creacions més visibles és la rumba catalana, declarada com a patrimoni cultural català l'any 2015. Tal com deia Peret, que tenia tres idiomes, caló, català i castellà, entre les cançons produïdes n'hi ha en caló català.
No hi ha dades sobre l'ús real del caló català. L'ús espontani del caló català era viu al primer terç del segle xx. Al segle XXI es constata d'ús excepcional. És major entre gent gran i el coneixement és més pobre i passiu entre gent jove. L'any 1999 hi havia uns 53.000 gitanos a Catalunya més uns 10.000 a Perpinyà. Uns dos terços dels gitanos de Catalunya tenen coneixements de caló, sense diferenciar si es tracta de caló català o de caló espanyol de migracions més recents.

## Fonologia
Un tret característic és la reducció de vocals àtones igual que el català oriental central: [ǝ] per a i e, [u] per o. Per exemple, caló [kǝˈlo], paio [ˈpa.ju].
Igual que en caló espanyol, s'han unificat els sons romanís [h] i [x] en el segon, com la jota en castellà. Però, en caló català alterna [x] i [k], tal com s'adapta tradicionalment en català (majo > maco). Així, del romaní šošoj («conill») surt xoxoj o kukoj.
Per betacisme, totes les v del romaní comú passen a b en caló, tant català com espanyol.
Les oclusives sonores [b], [d], [ɡ] es mantenen en romaní també en posició intervocàlica sense fer-les fricatives aproximants [β], [ð], [ɣ]. L'adaptació en caló català és amb geminació (bb, dd, gg) com a estratègia reparadora. Les consonants finals sonores esdevenen sordes, com en català: dud (llum) > dut.
Es produeix epèntesi, amb l'addició d'una vocal [ǝ], per fals tall sil·làbic o per reparació de l'estructura sil·làbica. Se sol produir quan el mot comença per un so que no és habitual en una síl·laba en català. En mots acabats en r s'emmudeixen igual que en català, però es mantenen en monosíl·labs on es pot produir una epítesi d'una t, tal com passa dialectalment en català en alguns parlars: kher («casa») > ker o kert.
L'existència en català del fonema [d͡ʒ] ha fet que es conservi en caló català (p. ex. džukel, «gos») mentre que s'ha convertit en [t͡ʃ] en caló espanyol (čukel chuquel).

## Morfologia
La flexió de gènere només es conserva del romaní en alguns mots funcionals: caló, calí («gitano, gitana»), txabó, txabí («fill, filla»). Per la flexió en nombre s'ha adoptat la desinència -s del català. Fins i tot en pluralia tantum o en mots usats generalment en plural es fa una flexió analògica: *lovó, lové («diner, diners») > lubós o lubés.
Per les conjugacions verbals s'apliquen les desinències verbals del català a l'arrel del caló, excepte l'imperatiu. Aquesta derivació s'aplica fins i tot a l'infinitiu, ja que el romaní originalment no en té. L'arrel caló es pot prendre de la tercera persona del singular del present (si- «ser» > sin «és» > sinar), o bé del pretèrit. Aquestes arrels poden alternar en diferents temps verbals. Destaca la inserció de l'infix -(e)l- en les formes conjugades que no deriven de la mateixa arrel que l'infinitiu. Aquest infix és la desinència comuna -ela del romaní per la tercera persona i recorda l'incoatiu català -(e)ix-.
| Caló català | Romaní comú |
| ----------- | ----------- |
| pǝnélu      | phenava     |
| pǝnélǝs     | phenesa     |
| pǝnélǝ      | phenela     |
| pǝnǝlèm     | phenasa     |
| pǝnǝlèu     | phenena     |
| pǝnélǝn     | phenena     |

En canvi, el futur és: pǝnǝré, pǝnǝrás, pǝnǝrá, pǝnǝrèm, pǝnǝrèu, pǝnǝrán.
Per l'imperatiu s'usa la desinència de l'imperatiu plural romaní -én-: naxén («fuig»). Els verbs també s'usen amb combinacions de pronoms febles del català.
En la morfologia pronominal només es conserven els pronoms personals de primera i segona persona: man, mángis o mánsǝs («jo»), túkis («tu»). Destaca un inusual čimòni («res»), potser un antic manlleu de l'armeni. La resta són d'origen català (aquest, aqueix, meu, teu, ...) excepte tódis («tots») que és d'origen castellà. Els articles són també catalans: el, la, un, una, ...
Els mots manllevats del català solen incorporar els sufixos -anyi o -utxi: cabranyi («cabra»), figutxis («figues»).

## Lèxic
El lèxic és fonamentalment romaní del primer estrat format a l'Orient Mitjà, d'origen sànscrit amb manlleus del grec medieval, l'armeni i el persa. Morfològicament s'ha adaptat a la fonètica catalana i semànticament ha desenvolupat sentits figurats.
Alguns mots són comuns a altres calós ibèrics. Poden ser formacions paral·leles, com gadzina («bebè») i gacina en caló basc, o batus («pare») i batu o bato en caló espanyol i que té una terminació que indica un antic préstec del grec en -ός.
Els manlleus al caló espanyol són deguts a les immigracions recents de gitanos espanyols.
Són préstecs destacats del caló català al català d'ús comú, argot a banda:
- Calés (diners), de kǝlés, de kalà (negres, pel color fosc de les monedes).
- Cangueli (por), de kǝngǝlá/kǝndǝlá (tenir por, fer pudor), de khand (pudor, intriga).
- Dinyar-la/endinyar (morir / llançar, endossar), de dinjá (donar, donar la vida), de del.
- Filar (descobrir, adonar-se), de fila (cara, aspecte).
- Halar (menjar), de xǝlà, de xal.
- Liró (beneit), de liló (boig), de dilo.
- Paio (individu), de páju (home no gitano), d'origen discutit.
- Xaval (noi), de ćhavale (mainada) o ćhavalen (vocatiu plural).
- Xivato, de xivtar-se (anar-se'n de la llengua), de ćhib (llengua).
- Xorc/xoriço, de ćor (lladre).

A continuació es mostra la llista Swadesh en caló català (Notes: amb ortografia panvlax i ortografia catalana entre claudators; amb asterisc és extret de documentació antiga).
| N. | Català          | Caló català                       |
| 1  | jo              | man                               |
| 2  | tu              | túkis                             |
| 3  | nosaltres       | *ǝmé [amé]                        |
| 4  | aquest          | ǝkubá [acubà]                     |
| 8  | no              | naj [nai]                         |
| 9  | tots            | tódis                             |
| 10 | molts           | butéts                            |
| 11 | un, u           | *jek [iec]                        |
| 12 | dos             | duj [dui]                         |
| 13 | gran            | bǝró [baró]                       |
| 15 | petit           | ǝcinó [atsinó]                    |
| 16 | dona            | rrumí (gitana), buzní (no gitana) |
| 17 | home            | rrom (gitano), buznó (no gitano)  |
| 19 | peix            | mǝčó [matxó]                      |
| 20 | ocell           | *čirikló [txiricló]               |
| 21 | gos             | džukél [tjuquel]                  |
| 22 | puça            | pukǝmás                           |
| 23 | arbre           | *ruk                              |
| 28 | pell            | *muruci [murutsi]                 |
| 29 | carn            | mas                               |
| 30 | sang            | *rat                              |
| 31 | os (esquelet)   | *kókǝlu [kókalo]                  |
| 33 | ou              | ǝnrró [anró]                      |
| 36 | ploma           | *por                              |
| 37 | cabell, pèl     | bal                               |
| 38 | cap (anatomia)  | xǝró [heró]                       |
| 40 | ull             | uxáj [uhai]                       |
| 41 | nas             | nak                               |
| 42 | boca            | muj [mui]                         |
| 43 | dent            | *dant                             |
| 44 | llengua (òrgan) | muj [mui]                         |
| 46 | peu             | pinrró                            |
| 48 | mà              | bast                              |
| 50 | coll            | *imén                             |

| N.  | Català      | Caló català       |
| 51  | pits        | čučás [txutxàs]   |
| 54  | beure       | piljá [pillar]    |
| 55  | menjar      | xǝlá [halar]      |
| 57  | veure       | dikǝlá [diquelar] |
| 59  | saber       | džǝná [tjanar]    |
| 60  | dormir      | subá [sobar]      |
| 61  | morir       | mǝrá [merar]      |
| 62  | matar       | mǝrá [marar]      |
| 66  | venir       | bǝlá [velar]      |
| 70  | donar       | dinjá [dinyar]    |
| 71  | dir         | pǝná [penar]      |
| 72  | sol (astre) | *kam              |
| 75  | aigua       | pǝnjí [panyí]     |
| 76  | pluja       | *brixindo         |
| 77  | pedra       | *bar              |
| 82  | foc         | jak [iac]         |
| 84  | cremar      | kǝčǝrá [catxarar] |
| 85  | camí        | *drom             |
| 87  | vermell     | *luló [loló]      |
| 90  | blanc       | *pǝrnó [parnó]    |
| 92  | nit         | ǝrǝcí [aratsí]    |
| 94  | fred        | xil [hil]         |
| 96  | nou (adj.)  | *nǝbó [nebó]      |
| 97  | bo (adj.)   | lǝčó [latxó]      |
| 99  | sec         | kukó              |
| 100 | nom         | *naf              |